# Tage Severin
Tage Sigvard Severin, född Gustafsson 13 november 1930 i Lindome församling i Hallands län, död där 9 maj 2016, var en svensk skådespelare och sångare.

## Biografi
Tage Severin studerade vid Dramatens elevskola 1950–1953 och blev efter studierna engagerad vid Atelierteatern i Göteborg fram till 1957. Senare engagerades han vid Helsingborgs stadsteater, turnerade med Riksteatern och var fyra säsonger på Intiman i Stockholm. Han filmdebuterade 1952 i Gustaf Molanders Trots. Genombrottet kom i filmen Sjutton år 1957.
Severin sjöng in flera grammofonskivor i slutet av 1950-talet och blev tonårsidol med bejublade framträdanden i folkparkerna och kallades i flera sammanhang för "Sveriges James Dean". Hans största skivframgång var "Vår i luften", som nådde som bäst plats 11 på branschtidningen Show Business försäljningslista i juni 1958. Schlagern var ursprungligen skriven av Robin Douglas-Home, som det året kom till Sverige för att fria till prinsessan Margaretha. 
Under 1980-talet sågs han bland annat på Östgötateatern i Norrköping och på Göteborgs Stadsteater. 1991 spelade han rollen som Anton Tideman i farsen Spanska flugan på Lisebergsteatern i Göteborg.

## Filmografi (urval)
- 1952 – Farlig kurva
- 1952 – Trots
- 1954 – Café Lunchrasten
- 1957 – Sjutton år
- 1958 – Musik ombord
- 1961 – Hällebäcks gård
- 1962 – Åsa-Nisse på Mallorca
- 1963 – Sten Stensson kommer tillbaka
- 1965 – Blodsbröllop
- 1974 – Rännstensungar
- 1975 – Den vita väggen
- 1977 – 91:an och generalernas fnatt
- 1981 – Olsson per sekund eller Det finns ingen anledning till oro

## Teater

### Roller (ej komplett)
| År   | Roll                                | Produktion                                                                         | Regi            | Teater                    |
| ---- | ----------------------------------- | ---------------------------------------------------------------------------------- | --------------- | ------------------------- |
| 1951 | Tredje ligisten                     | Simon trollkarlen Tore Zetterholm                                                  | Arne Ragneborn  | Dramaten                  |
| 1954 | Direktören                          | Apollo från Bellac Jean Giraudoux                                                  | Knut Lindblad   | Atelierteatern            |
| 1954 | Joseph                              | Fruns salig mor Georges Feydeau                                                    | Knut Lindblad   | Atelierteatern            |
| 1954 | von Rheinfels, en kejserlig general | Riddartornet Erik Johan Stagnelius                                                 | Hans Råstam     | Atelierteatern            |
| 1954 | Leandro, en äventyrare              | Skälmarnas stege Jacinto Benavente                                                 | Soini Wallenius | Atelierteatern            |
| 1955 | Philly Cullen                       | Hjälten på den gröna ön John Millington Synge                                      | Hans Råstam     | Atelierteatern            |
| 1955 | William Pryd                        | De vackra människorna William Saroyan                                              | Tuve Nyström    | Atelierteatern            |
| 1955 | Colby Simpkins                      | Privatsekreteraren T.S. Eliot                                                      | Hans Råstam     | Atelierteatern            |
| 1956 | Åke Lundgren                        | Streber Stig Dagerman                                                              | Robert Lindahl  | Atelierteatern            |
| 1957 | Michel                              | Den omoraliske Ruth Goetz och Augustus Goetz                                       | Hans Råstam     | Atelierteatern            |
| 1959 | Oscar Andersson                     | Fridas visor eller Oscars fyra bekymmer eller En vecka i Lilla Paris Gösta Sjöberg | Frank Sundström | Helsingborgs stadsteater  |
| 1961 |                                     | Det är aldrig för sent Felicity Douglas                                            | Åke Falck       | Intiman                   |
| 1965 |                                     | Maskerad Ludvig Holberg                                                            | Ellen Bergman   | Fästningsspelen i Varberg |
| 1982 |                                     | Sound of Music Richard Rodgers och Oscar Hammerstein II                            | Stig Olin       | Folkan                    |